# 양열로
양열로(Yangyeol-ro) 서산시 수석동 석림남부사거리 에서 인지면 역말교차로 를 잇는 도로이다.

## 주요 경유지
충청남도
- 서산시 (수석동 . 석남동 . 인지면)

## 노선
| 이름            | 접속 노선                   | 소재지          | 소재지          | 비고            |
| 양열북로와 직결 | 양열북로와 직결             | 양열북로와 직결 | 양열북로와 직결 | 양열북로와 직결 |
| --------------- | --------------------------- | --------------- | --------------- | --------------- |
| 석림남부사거리  | 국도 제29호선 (중앙로)      | 서산시          | 수석동          |                 |
| 정주골삼거리    | 석림1로                     | 서산시          | 수석동          |                 |
| 세무서사거리    | 서산시도 제6호선 (덕지천로) | 서산시          | 수석동          |                 |
| 석지사거리      | 남부순환로                  | 서산시          | 석남동          |                 |
| 석남교          |                             | 서산시          | 석남동          |                 |
| 예천 교차로     | 지방도 제649호선 (무학로)   | 서산시          | 석남동          |                 |
| 역말 교차로     | 국도 제32호선 (서해로)      | 서산시          | 인지면          |                 |

## 주요 시설및 건물
- SK에너지 서산제일주유소 (양열로 127/석남동 484-6)